# 平成18年豪雪

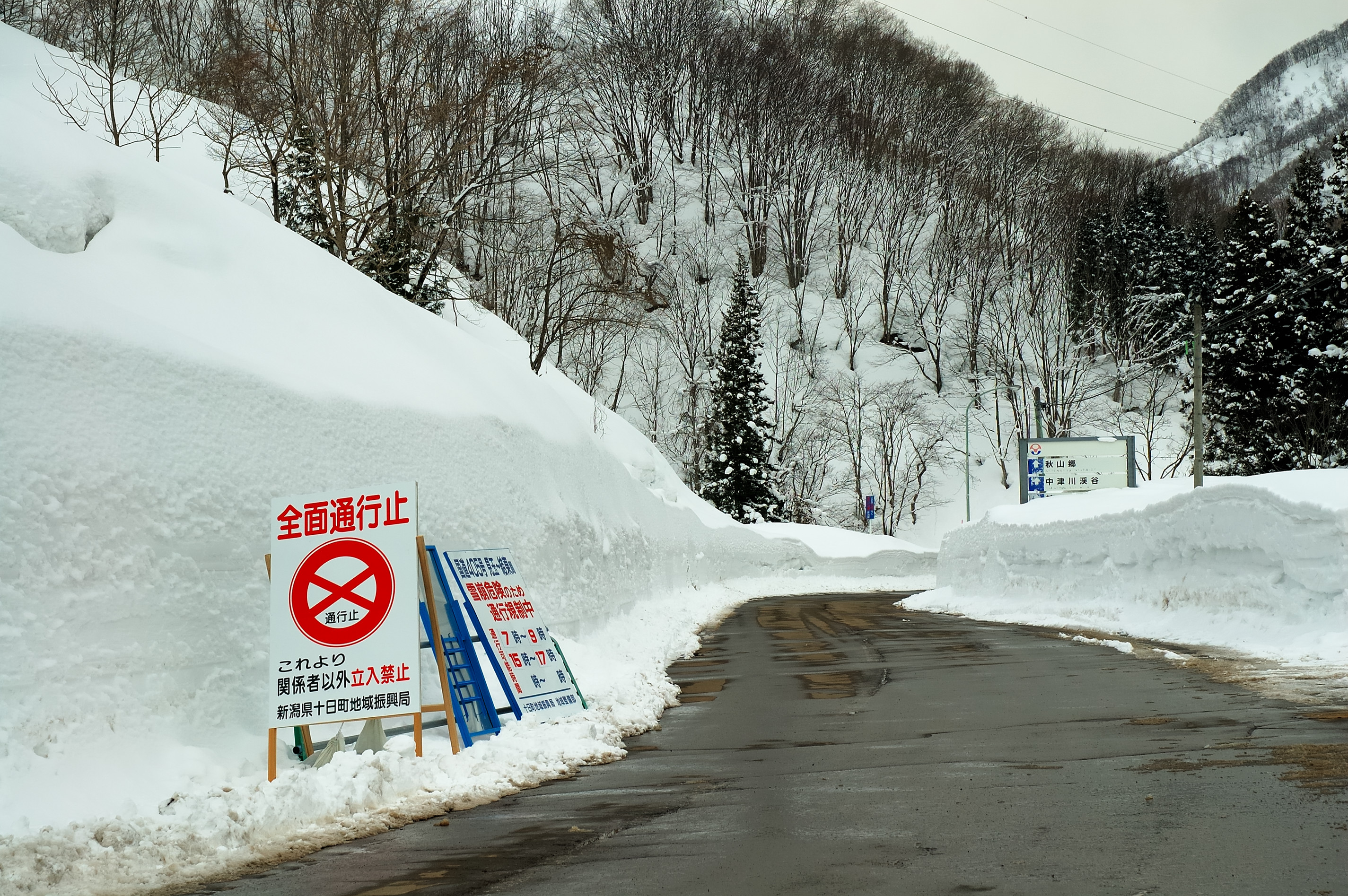
国道405号暂时封闭的通知

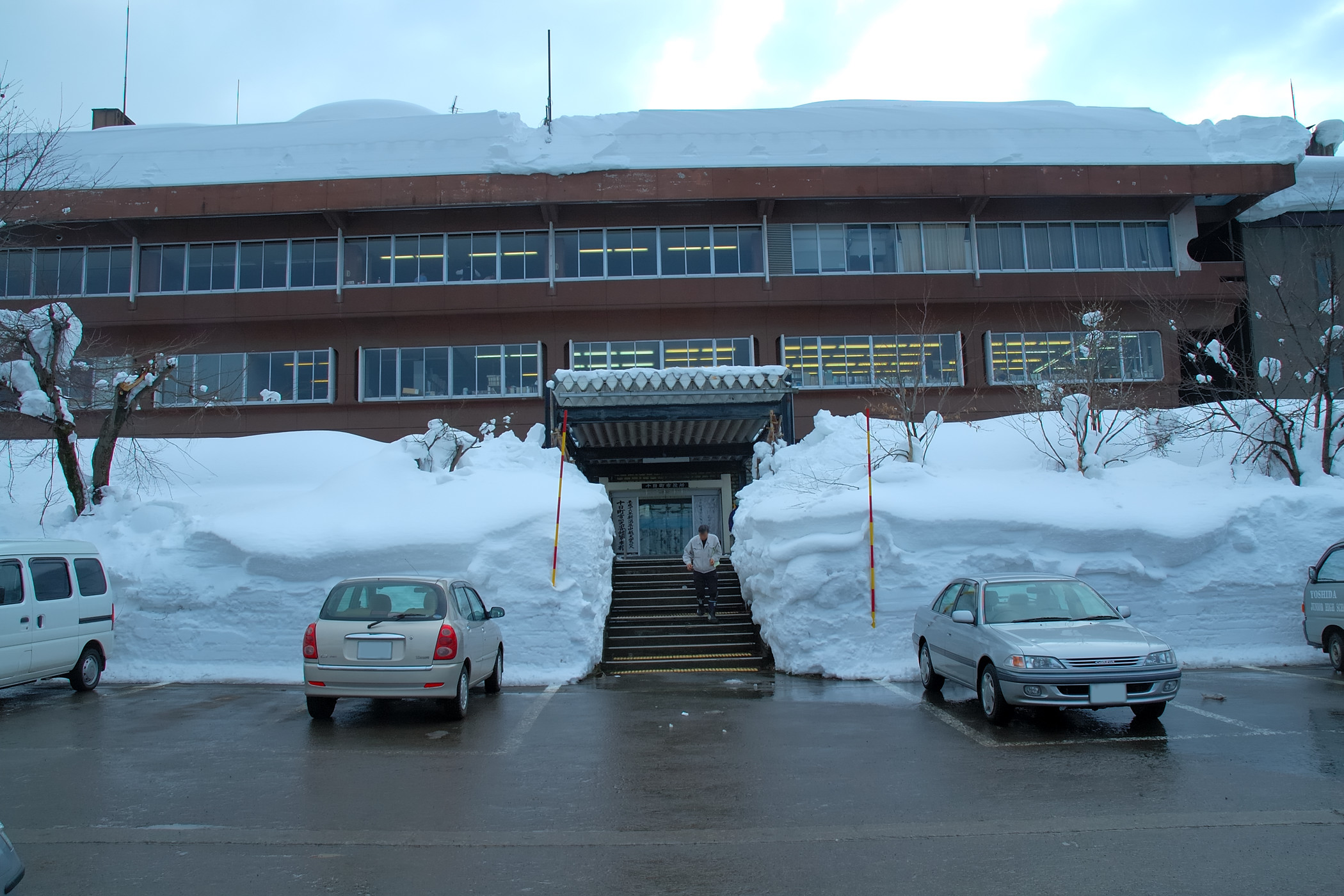
十日町市役所前比车还高的积雪

平成18年豪雪是2005年（平成17年）12月至2006年（平成18年）2月在日本发生的暴雪灾害。这一浩劫也被称为「〇六豪雪」或「一八豪雪」。
2006年3月1日，日本气象厅正式将这次自然灾害命名为「平成18年豪雪」。这是自昭和38年1月豪雪（三八豪雪）至当时43年以来，首次日本气象厅对雪暴自然灾害进行命名存档。

## 概述
气象厅最早在2005年秋末的寒候期预报中称在接下来的三个月内日本全境气温将比往年同期略高，并认为这将会是一轮暖冬。然而事实截然相反；2005年12月上旬，一股无比强烈的寒流涌入日本；其后，寒气接连流入，这与急速发展的低气压发生重叠，造成了日本全境先后发生暴雪、寒潮和暴风。最终，2005年12月至2006年1月上旬始终维持在冬季气压西高东低的状态，这也创造了自1985年（昭和60年）的六一豪雪以来暴雪与低温的新纪录。日本气象厅于12月下旬撤回了暖冬的预报，而这一年的冬天除西南群岛之外均遭遇了凛冬。另一方面，南风于2月中旬出现回转；该月15日在静冈市观测到24摄氏度的记录性高温。同月下旬低气压不断通过日本北部，造成暖流自南而来，导致多地出现高温，再度出现暖冬迹象。3月之后，除13日有明显寒意之外，余寒已经完全消退，日本北部逐渐开始呈现有高温、暖春的迹象，樱花的开花时间也比往年早了许多。本轮豪雪期间，雪云因季风而被送到山地，导致山区和内陆地区的山雪型特征非常明显。自北海道至北陆、山阴两地方的山区中，很多地区冬季降雪量与积雪量峰值远超往年同期。新潟县山区的津南町一度积雪超4米；其他地区甚至有12月中旬即刷新历代最深积雪记录的。暴雪通常在全年内积雪增加的1月下旬前后达到峰值，而12月中旬即能刷新纪录，实属罕见。1月之后，一部分地区出现了极其强烈的降雪高峰，又因为气温变动，雪崩灾害也较往年有显著增加。九州地方、四国地方、中国地方濑户内侧、近畿地方、东海地方等平时雪少的地区也一度出现大雪。在主要城市中，鹿儿岛市、高知市、广岛市、名古屋市等广泛范围内也成为了创纪录的大雪。另外，受本州南岸低气压的影响,1月下旬关东地区也出现大雪天气。

### 原因
北极震动是此次自然灾害的主要原因。其使得北极和日本附近的气压差有显著下降，导致北极寒气更容易发生南下。此次北极震动自2005年11月中旬左右突然释放贝加尔湖和西伯利亚附近积累的强烈寒流，且偏西风方向不定，让日本完全暴露在了寒气面前，从而加快了寒流。除此之外，日本在当年遭遇酷暑和暖秋，这让周边海域海水温度较往年同期上升了足有2摄氏度，为降雪提供了条件。这一系列的异常逐渐从2006年1月中旬开始减弱，并向与北极气压差较小的地区移动；这也导致了之后发生的莫斯科寒潮、北美西部大雪等一系列灾害。

### 社会影响
日本在1987年（昭和62年）之后几乎完全是暖冬。这也导致了日本气象局最初对暖冬的预测；媒体后来大肆报道此次严寒和豪雪，违背了这一暖冬趋势。除此之外，除雪用品和供暖器具的售量大幅增加。除多数伤亡外，一部分自治体为应对大雪而遭遇了财政压迫，入不敷出。有老年人指出，三八豪雪更容易应对，因为有年轻人，而体力、腰腿衰弱的老年人让受害者数量有所上升，这也暴露了日本老龄化、人口稀少化的问题。

## 经过
2005年12月18日，强寒潮让日本沿海地区发生大雪。石川县金泽市高压电线的避雷用电线与输电线接触，造成至少21800户停电。当天，广岛市降雪达17厘米，高知市降雪达9厘米。12月19日，名古屋市降雪达23厘米。这是该市1947年2月3日以来的新纪录。12月20日，全国共40个观测点纪录了历年来12月最大的降雪量。12月22日，全国遭遇新一轮强寒潮，多地再次遭遇强降雪天气。鹿儿岛市遭遇11厘米降雪，名古屋则为13厘米。新潟县由于暴风雪影响，输电线短路，发生大规模停电。近畿地区也遭遇了大规模停电。同日，日本气象厅撤回暖冬预报。12月25日，JR羽越本线脱轨事故发生。特急“伊奈穗14号”在羽越本线砂越站至北余目站区间脱轨，5人死亡，33人受伤。
2006年1月4日至1月5日，日本周边地区遭遇低气压，并发生暴风雪。东北地方日本海沿岸交通瘫痪，多地发生雪崩。1月4日，秋田新干线“小町31号”“小町33号”先后在田泽湖站与赤渊站停车，乘客在车厢内熬夜，第二天早上转乘巴士。1月5日，秋田新干线遭遇自1997年（平成9年）开业以来首次全天停运。JR东日本秋田分公司管辖区内全线停运，秋田市内巴士除部分高速巴士和机场大巴以外也已全线停运。1月8日，国道405号禁止通行。新潟县津南町、长野县荣村共190户人家暂时与外界断开交通路网。1月14日，全国各地计划于3月下旬至4月下旬开始回暖。1月17日，大雪已造成100人以上死亡。1月21日，关东发生强降雪。东京地区时隔5年，积雪量再次回到了9厘米的高位。2月4日，八丈岛时隔60年遭遇积雪。2月10日，秋田县仙北市鹤之汤温泉遭遇雪崩。1名员工丧生，16名露天浴池入浴者受伤。2月21日，日本气象厅将此次自然灾害正式命名为“平成18年豪雪”。

## 损害
本次自然灾害共造成152人死亡，902人重伤，1243人轻伤。除此之外，房屋有18例全毁，半毁28例，部分损坏4667例，地板上浸水12例，地板下浸水101例。期间，共有停电约1377400户，断水61091户。除此之外，第一产业损失高达99亿3400万日元；部分滑雪场也因暴雪灾害造成的滑雪爱好者减少而倒闭。

## 纪录
以下表格呈现的积雪量均为在这次灾害中达到的最高值。

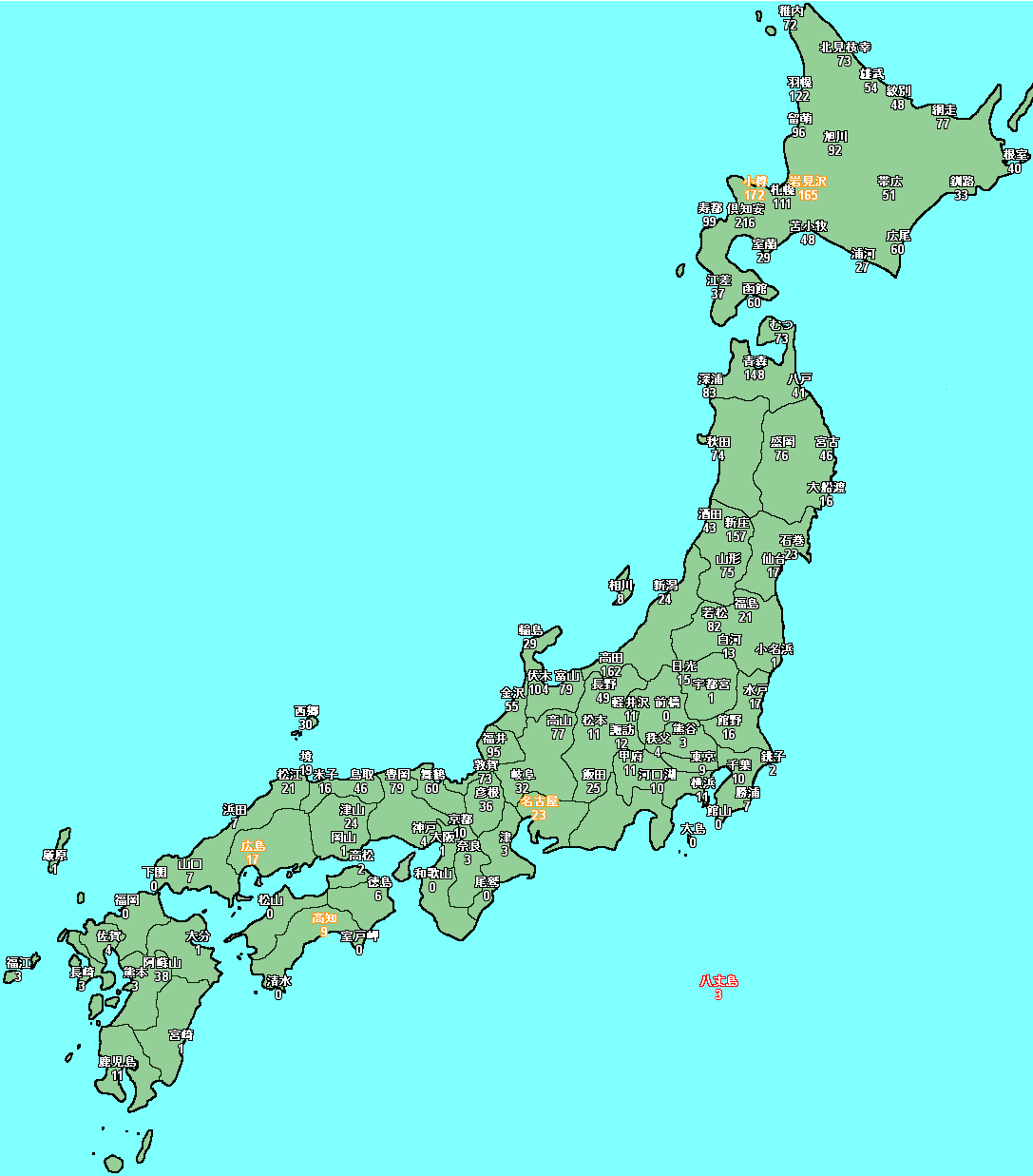
2006年（平成18年）冬季积雪量图

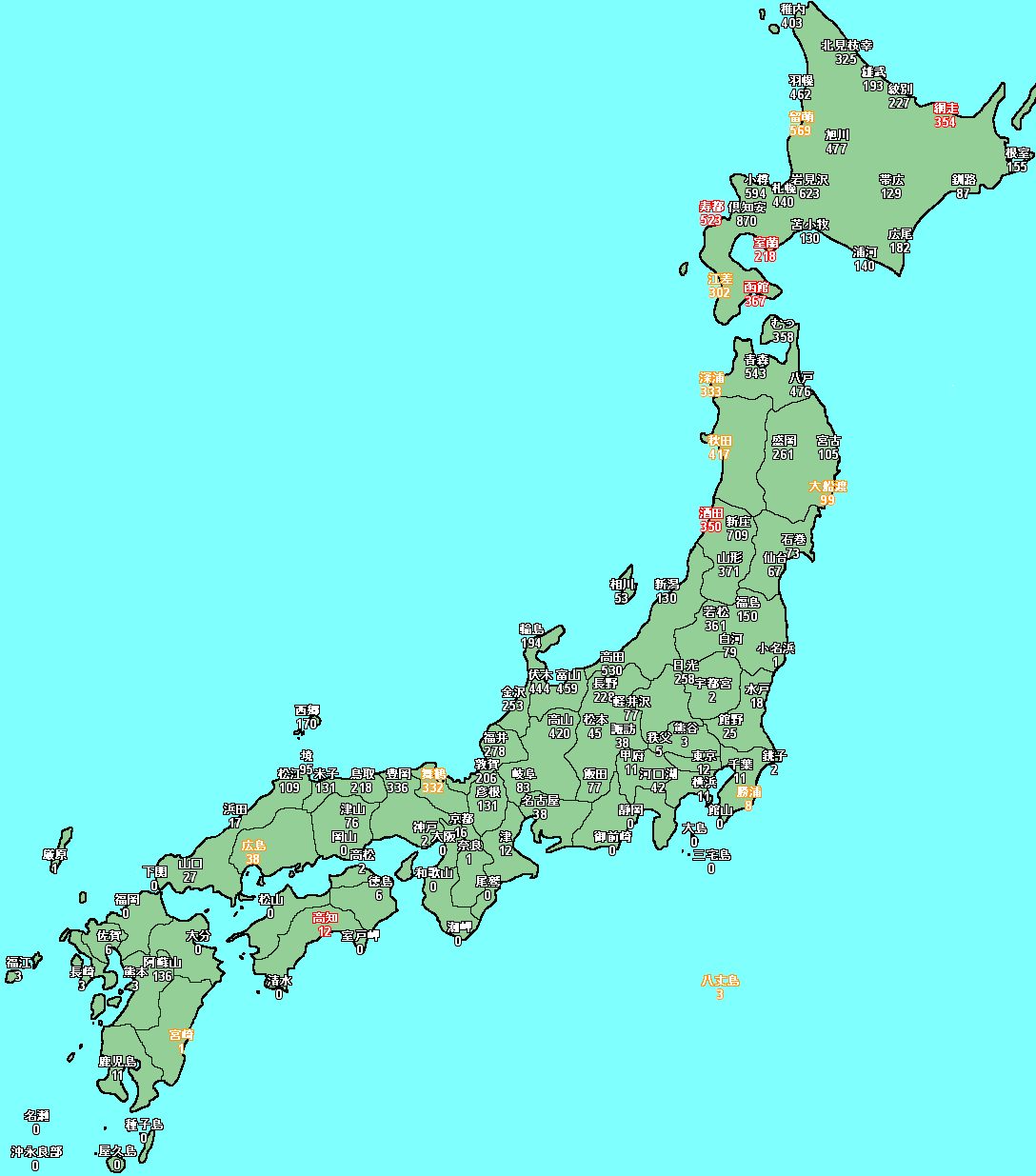
2006年（平成18年）冬季降雪量

| 地名           | 积雪量（cm） | 时间与日期                                 |
| -------------- | ------------ | ------------------------------------------ |
| 青森市酸湯温泉 | 453          | （2006年（平成18年）2月13日、历年5位）     |
| 津南町         | 416          | （2006年（平成18年）2月5日、历年1位）      |
| 大藏村肘折     | 379          | （2006年（平成18年）2月12日、历年10位）    |
| 湯泽町         | 358          | （2006年（平成18年）1月28日、历年1位）     |
| 妙高市关山     | 356          | （2006年（平成18年）1月8日、历年2位）      |
| 野泽温泉村     | 343          | （2006年（平成18年）1月8日、历年3位）      |
| 魚沼市入广濑   | 339          | （2006年（平成18年）2月5日、历年10位以内） |
| 西川町大井泽   | 324          | （2006年（平成18年）2月12日、历年6位）     |
| 十日町市十日町 | 323          | （2006年（平成18年）2月12日、历年7位）     |
| 魚沼市小出     | 302          | （2006年（平成18年）2月5日、历年9位）      |

| 地名     | 積雪量（cm） | 较往年排位与峰值日期                   |
| -------- | ------------ | -------------------------------------- |
| 青森市   | 148          |                                        |
| 札幌市   | 112          |                                        |
| 福井市   | 95           |                                        |
| 富山市   | 79           |                                        |
| 盛冈市   | 76           | （历年2位 2005年（平成17年）12月26日） |
| 山形市   | 75           |                                        |
| 秋田市   | 74           |                                        |
| 金澤市   | 55           |                                        |
| 旭川市   | 52           |                                        |
| 長野市   | 49           |                                        |
| 鳥取市   | 46           |                                        |
| 函館市   | 43           |                                        |
| 彥根市   | 36           |                                        |
| 岐阜市   | 32           |                                        |
| 新潟市   | 24           |                                        |
| 名古屋市 | 23           | （历年5位 2005年（平成17年）12月19日） |
| 松江市   | 21           |                                        |

## 各地灾后状况

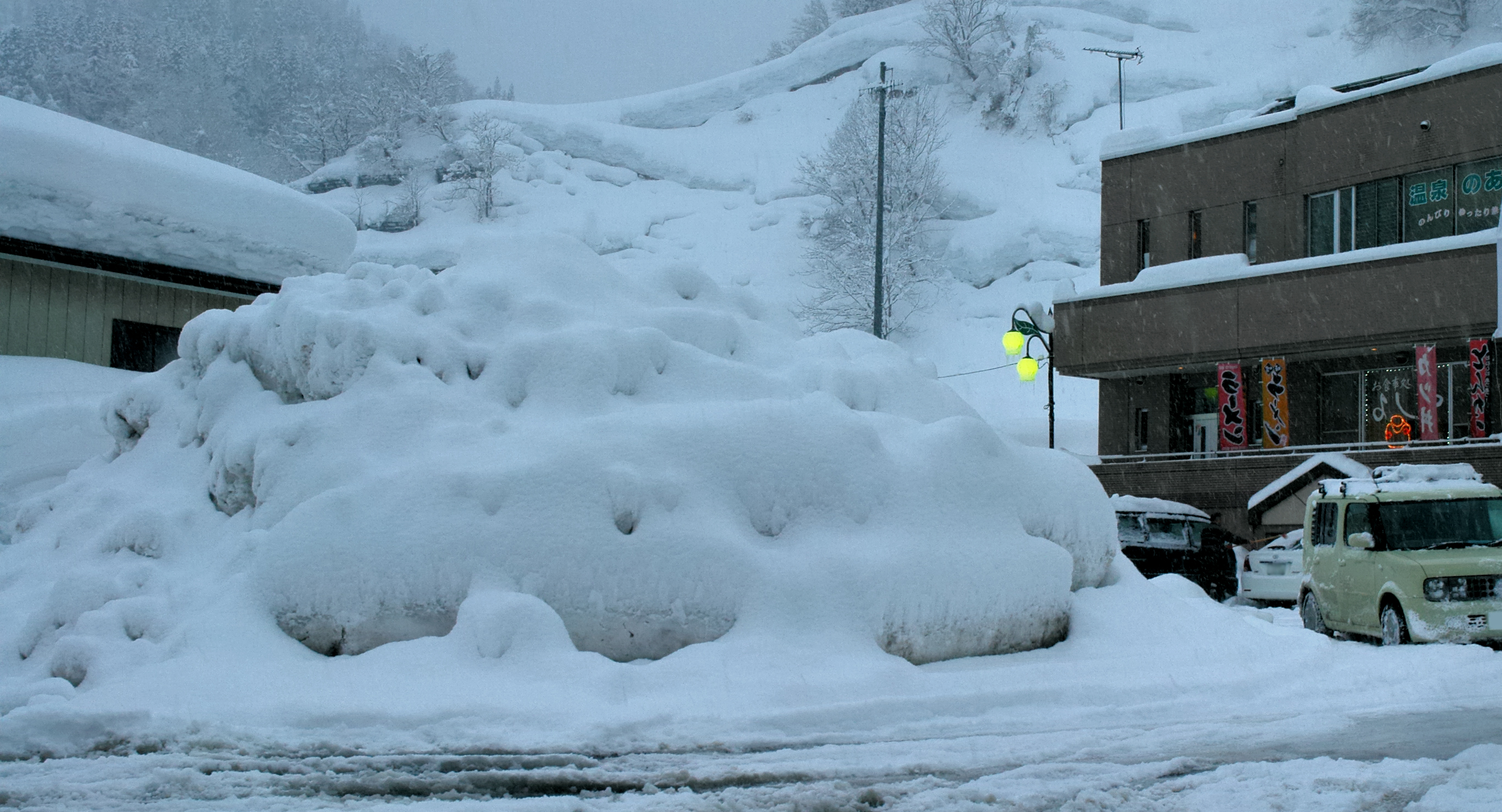
津南站前积雪
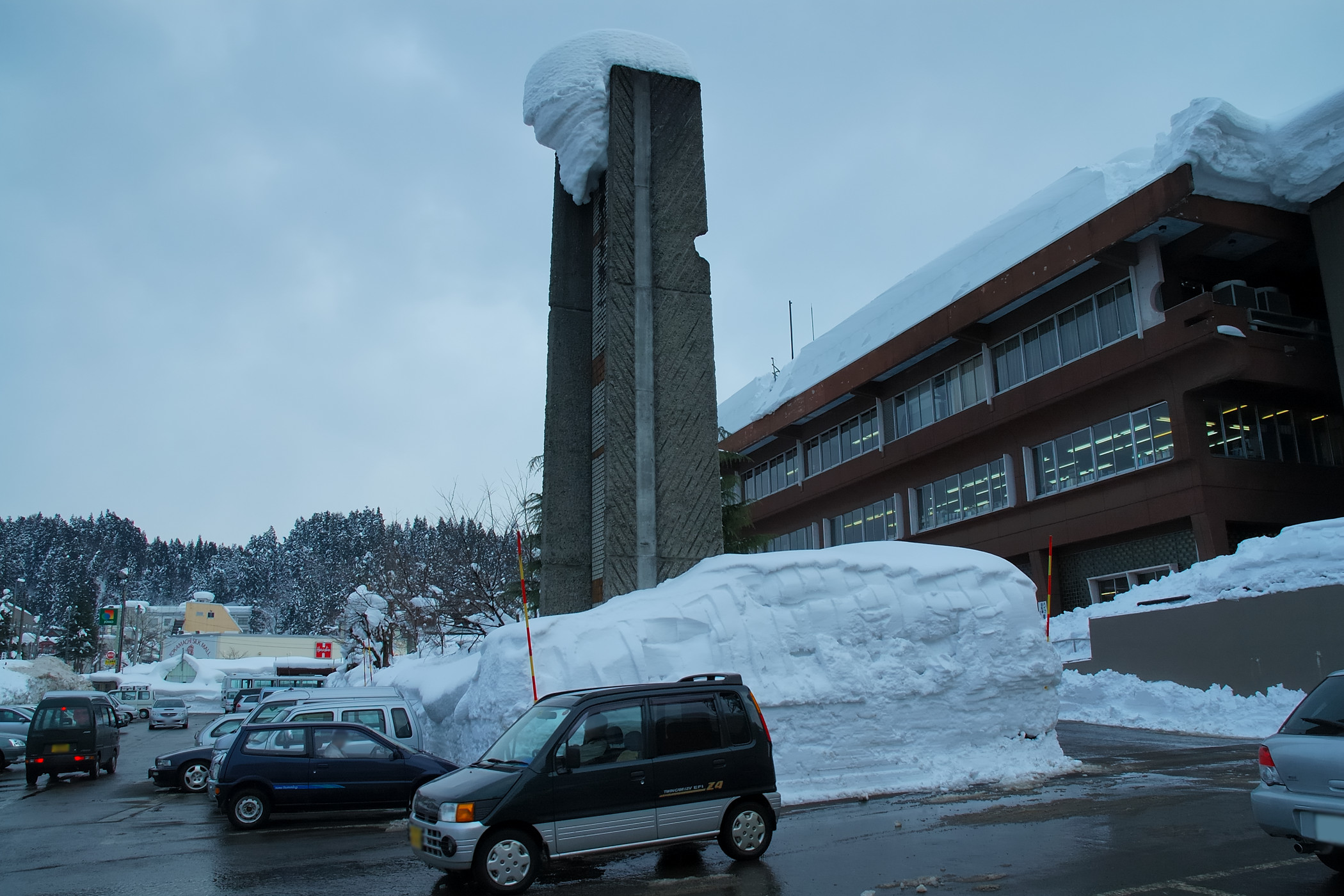
十日町市役所前
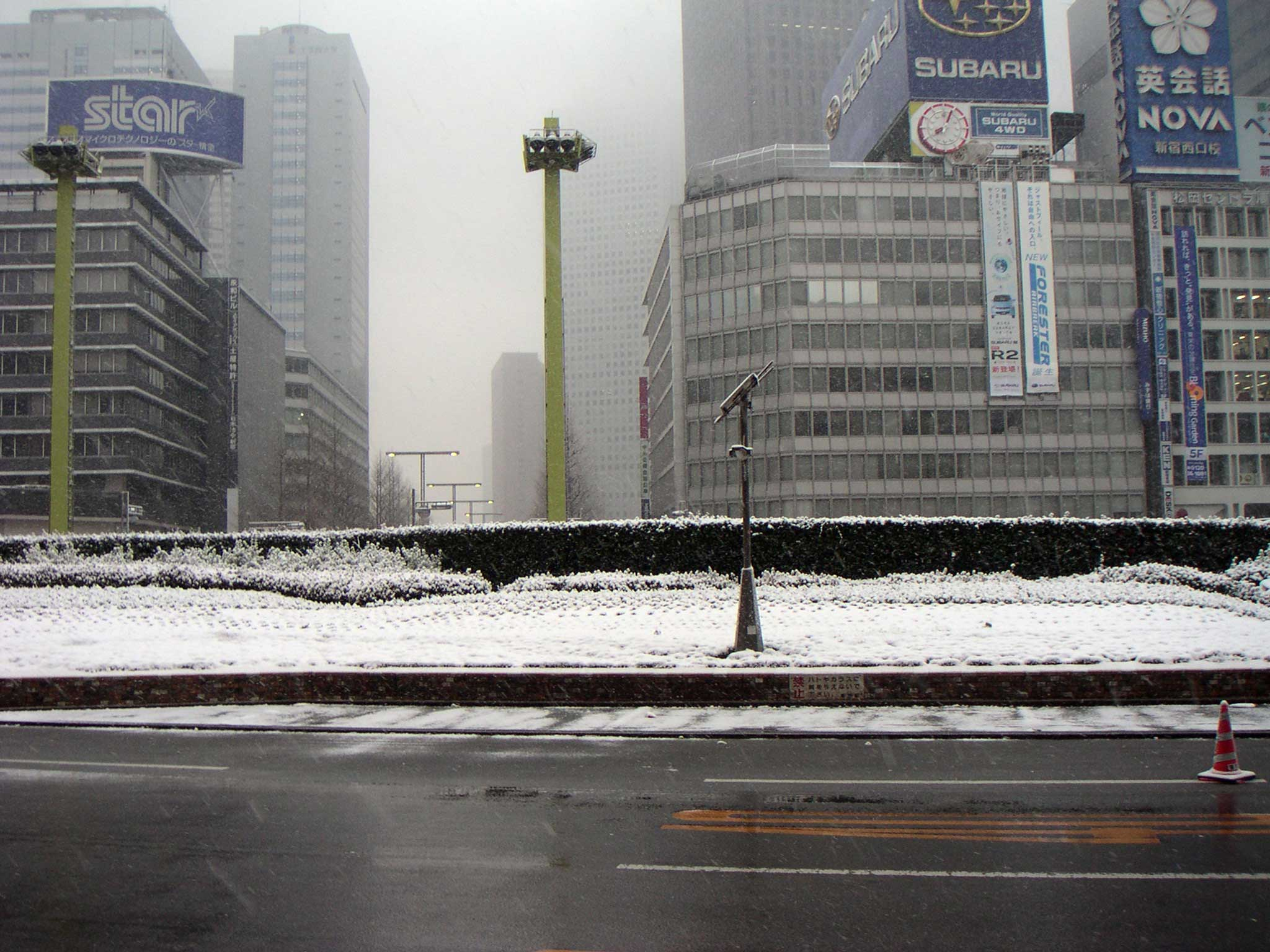
新宿站前
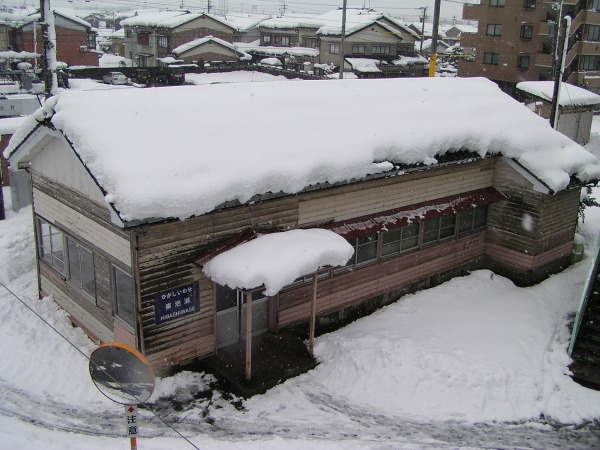
東岩瀨站前积雪
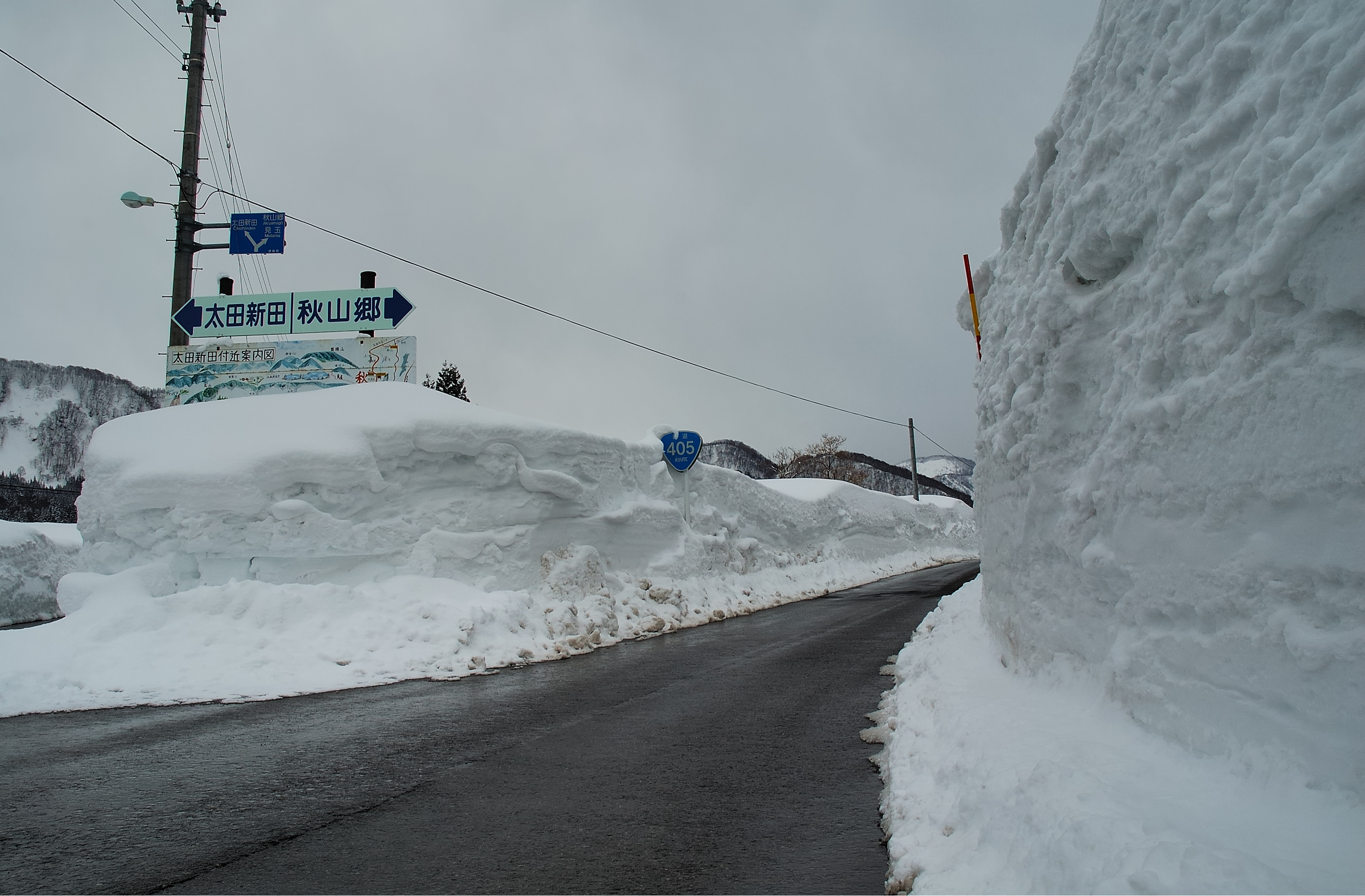
道路两侧积雪（国道405号）
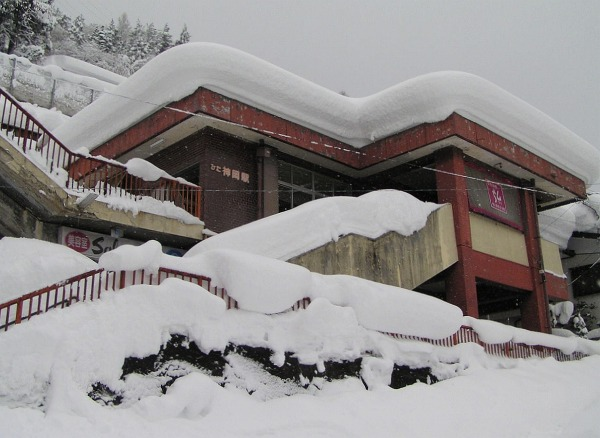
飛禪神岡站
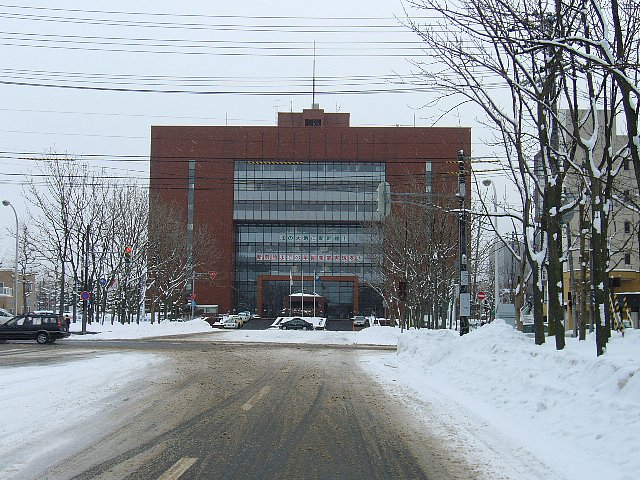
函館市役所前
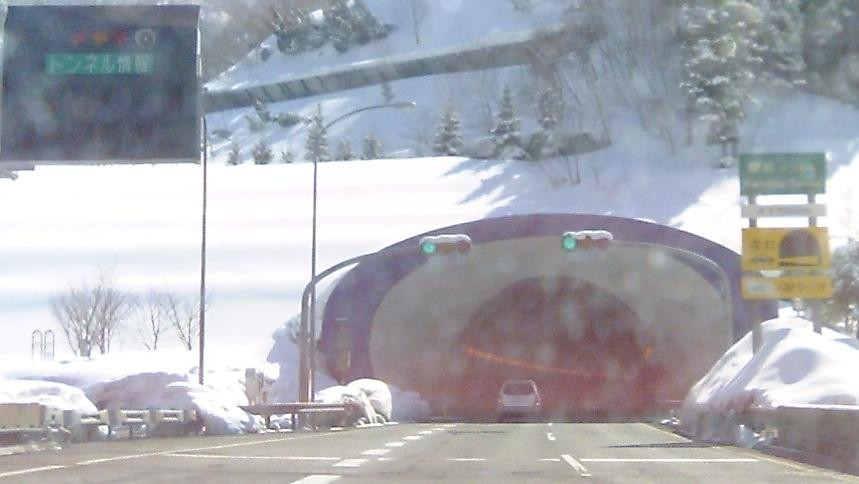
關越隧道入口
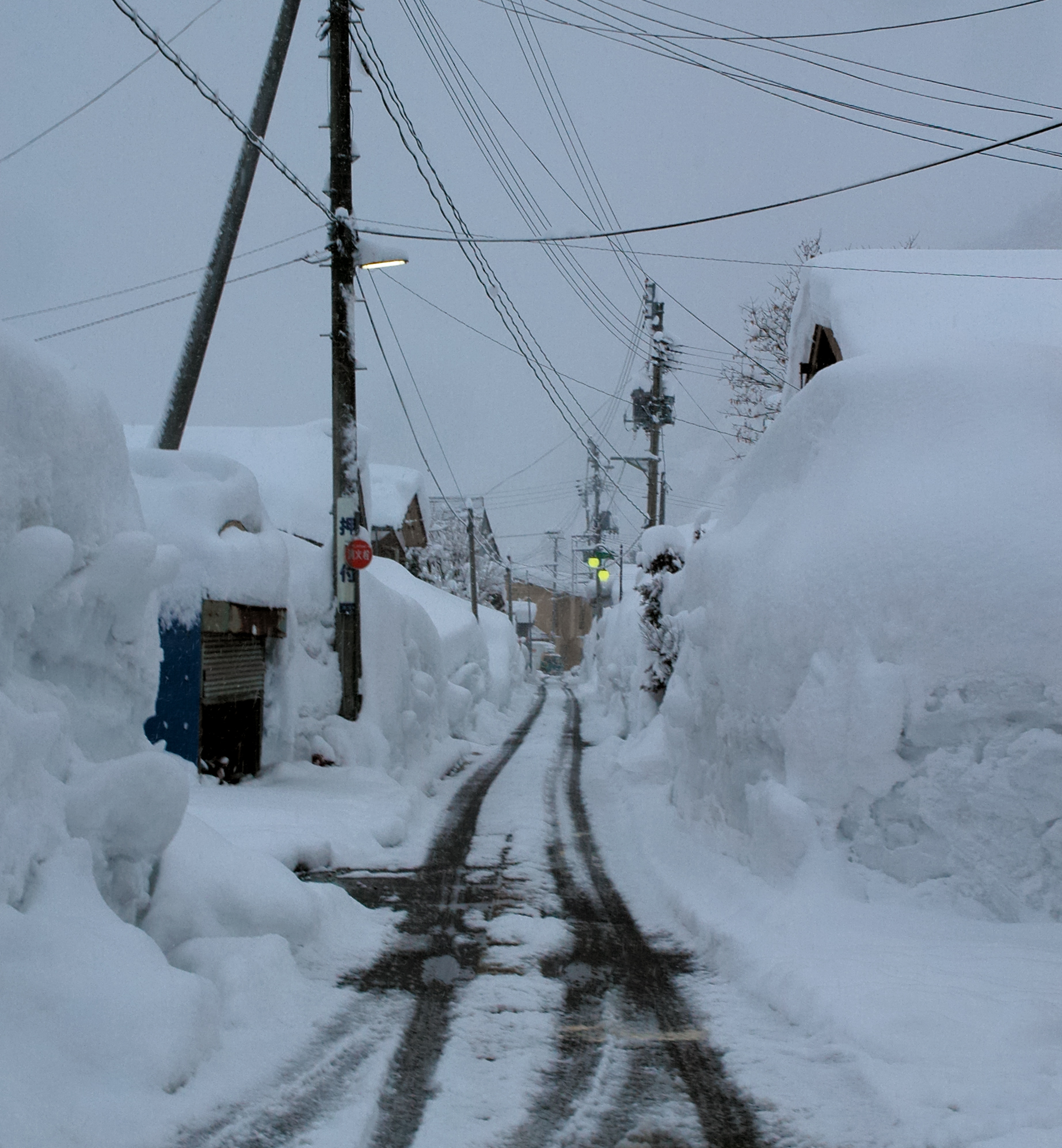
津南町
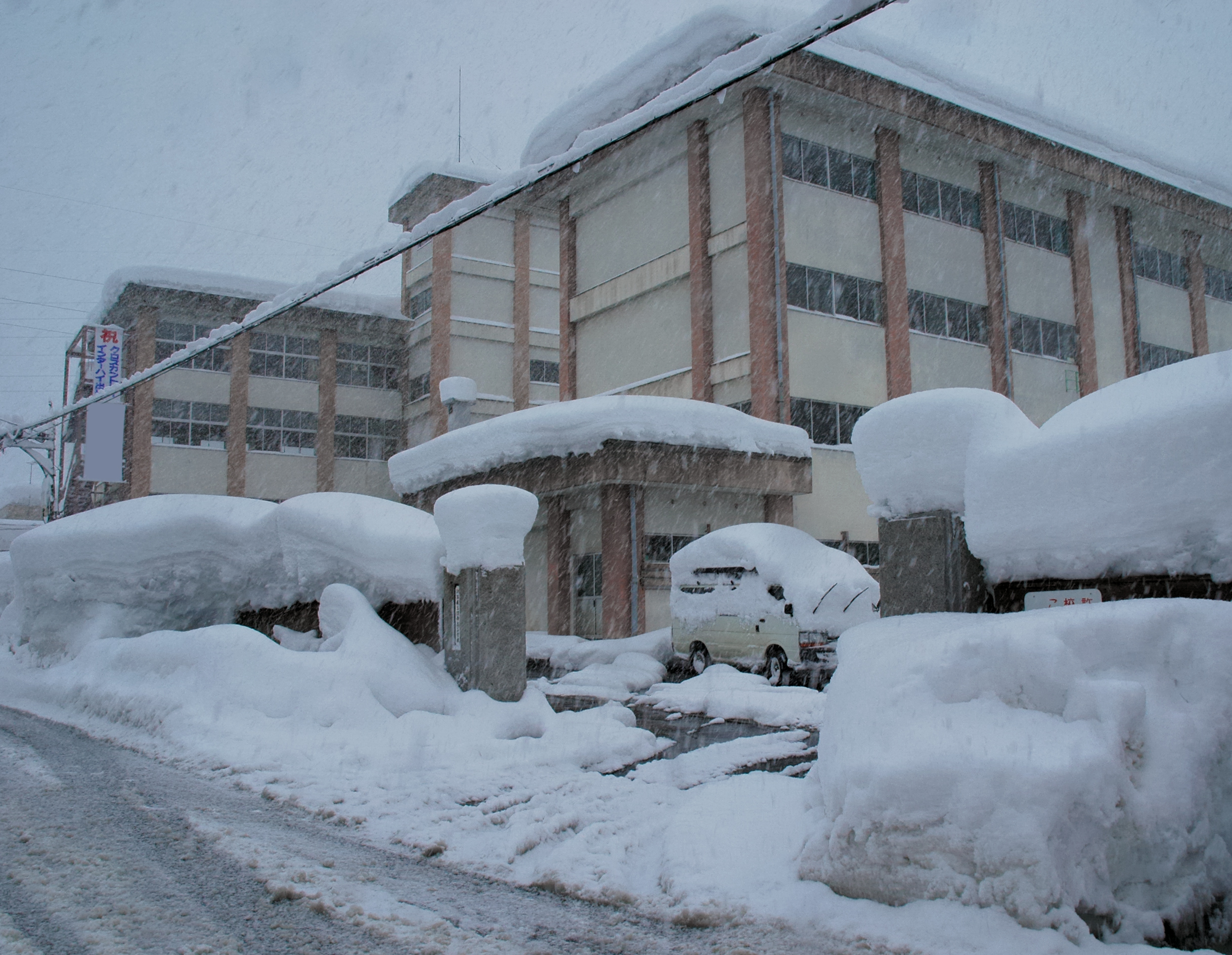
新潟縣立津南高等學校
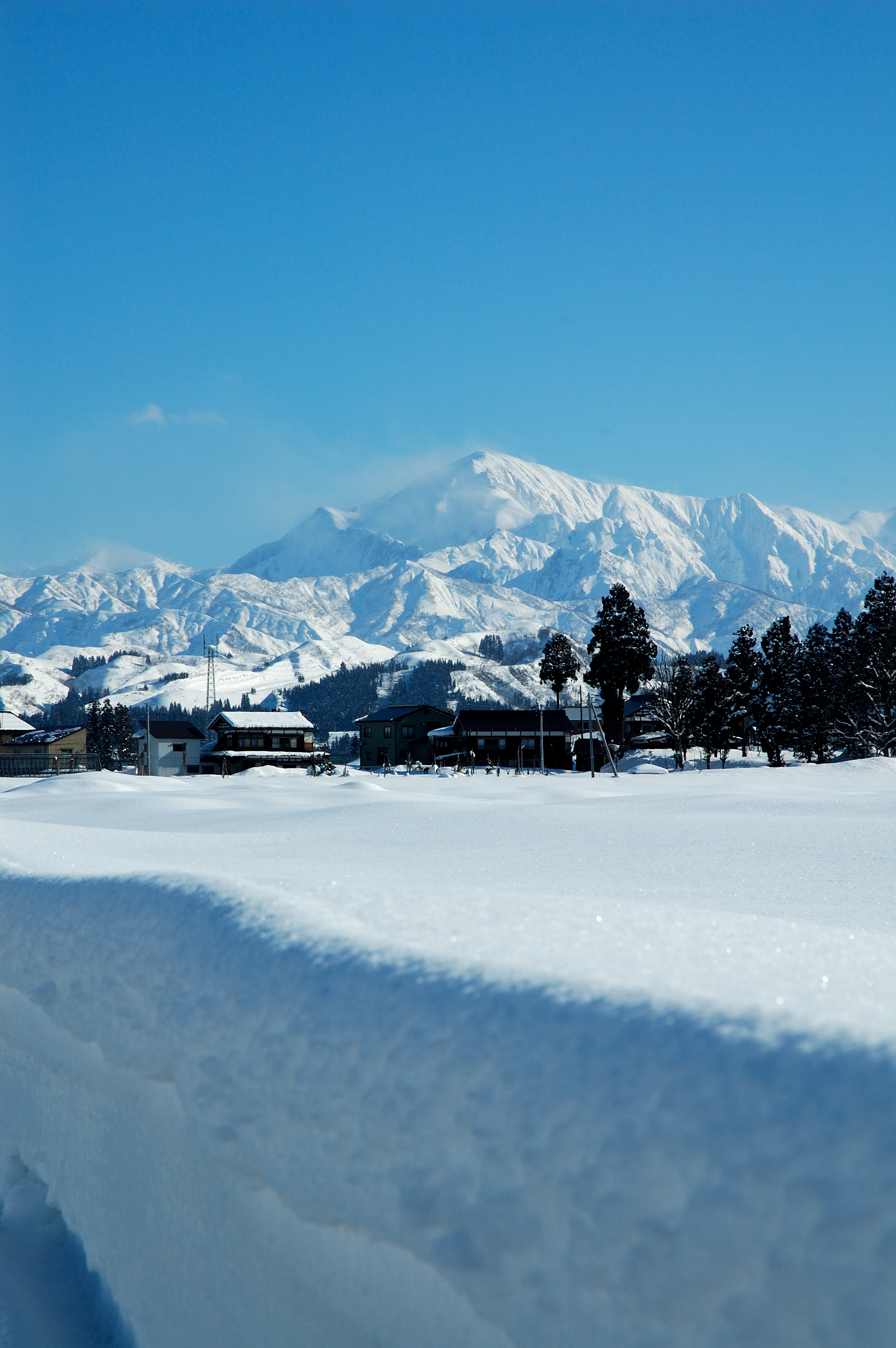
新潟縣